# Imanta
Imanta er en af Rigas 47 bydele (lettisk: apkaime, sing.) beliggende i Pārdaugava. Imanta har 49.867 indbyggere og dets areal udgør 900,30 hektar, hvilket giver en befolkningstæthed på 55 indbyggere per hektar.

## Eksterne kildehenvisninger
- Apkaimes – Rigas bydelsprojekt